# Dagmar Petersen
Dagmar Petersen født Christensen, fulde navn: Dagmar Wilhelmine Petersen senere Dagmar Eddy,  (1. november 1868 i København – 26. marts 1951) var korrekturlæser, lotterikollektør og i praksis den første valgte kvinde til Aarhus Byråd.
Sidst i 1880’erne flyttede Dagmar til Aarhus sammen med sin mand, der havde fået job på Demokraten som journalist. Kort efter rejste de til USA, men ægteskabet holdt ikke, og i 1901 vendte Dagmar tilbage og slog sig ned i København med to børn.
I 1906 flyttede hun igen til Aarhus og blev korrekturlæser på Demokraten. Hun involverede sig i kvindebevægelsen, og da Landstinget og Folketinget 20. april 1908 vedtog loven, der gav kvinder kommunal opstillings- og stemmeret, lod hun sig opstille til byrådet for Socialdemokratiet. Hun var nummer 11 på listen og kom netop ind på sidste mandat for Socialdemokratiet. 1. april 1909 var første dag i Aarhus Byråd, og for første gang var der en kvinde i byrådet. Der blev faktisk valgt to, men den anden valgte, Mathilde Krarup, en apotekerfrue der var opstillet mod sin vilje af sin mand, undslog sig for at gå ind i byrådet med sygdom som begrundelse.
Dagmar fik poster i udvalget for alderdomsunderstøttelse og i skolekommissionen.
Ved kommunalvalget 14. marts 1913 blev Dagmar igen opstillet som nummer 11, men blev ikke valgt, og 1918 flyttede hun til København.